# Duygu Çetinkaya
Duygu Çetinkaya (13. siječnja, 1986. – Denzli, Turska) turska je glumica. Napoznatija je po ulozi Sezen Özşener u turskoj televizijskoj seriji Tisuću i jedna noć.

## Biografija
Zbog očeve vojne službe, Duygu se mnogo puta selila i nastavljala školovanje u drugim gradovima. Trenutno pohađa Ekonomsko sveučilište u Gazi.
Karijeru je započela sudjelovanjima u televizijskim reklamama. 2007. dobiva prvu ulogu u filmu Çilgin dersane. Ipak, njena najznačajnija uloga bila je Sezen Özşener u televizijskoj seriji Tisuću i jedna noć. 
2008. postaje Kurdela u turskom filmu Çilgin dersane kampta. Nakon toga dobiva ulogu u filmu Nekrüt.

## Filmografija
| Godina        | Naslov                | Uloga         | Vrsta               |
| ------------- | --------------------- | ------------- | ------------------- |
| 2008.         | Nekrüt                | 1025          | film                |
| 2008.         | Çilgin dersane kampta | Kurdela       | film                |
| 2007. – 2008. | Tisuću i jedna noć    | Sezen Özşener | televizijska serija |
| 2007.         | Çilgin dersane        | Melisa        | film                |